# Niederwinkel
Niederwinkel ist ein Ortsteil der Stadt Waldenburg im Landkreis Zwickau (Freistaat Sachsen). Der Ort wurde am 1. Juli 1992 nach Waldenburg eingemeindet.

## Geografie

### Geografische Lage und Verkehr
Niederwinkel liegt im östlichen Stadtgebiet von Waldenburg am Ostufer der Zwickauer Mulde. Der Ort hat die Form eines Reihendorfs und eine waldhufenähnliche Blockflur.
Zwischen der Zwickauer Mulde und der Ortslage Niederwinkel befindet sich die Trasse der Bahnstrecke Glauchau–Wurzen (Muldentalbahn), auf der im Jahr 2002 der planmäßige Schienenverkehr eingestellt wurde. Auf dem westlichen Ufer der Zwickauer Mulde befindet sich die Bundesstraße 175, welche jedoch nur über eine Brücke in Waldenburg erreichbar ist. Niederwinkel liegt am Lutherweg Sachsen.

### Nachbarorte
|           | Schlagwitz                                  |          |
|           | Kompassrose, die auf Nachbargemeinden zeigt | Uhlsdorf |
| Eichlaide | Altstadt Waldenburg                         |          |

## Geschichte

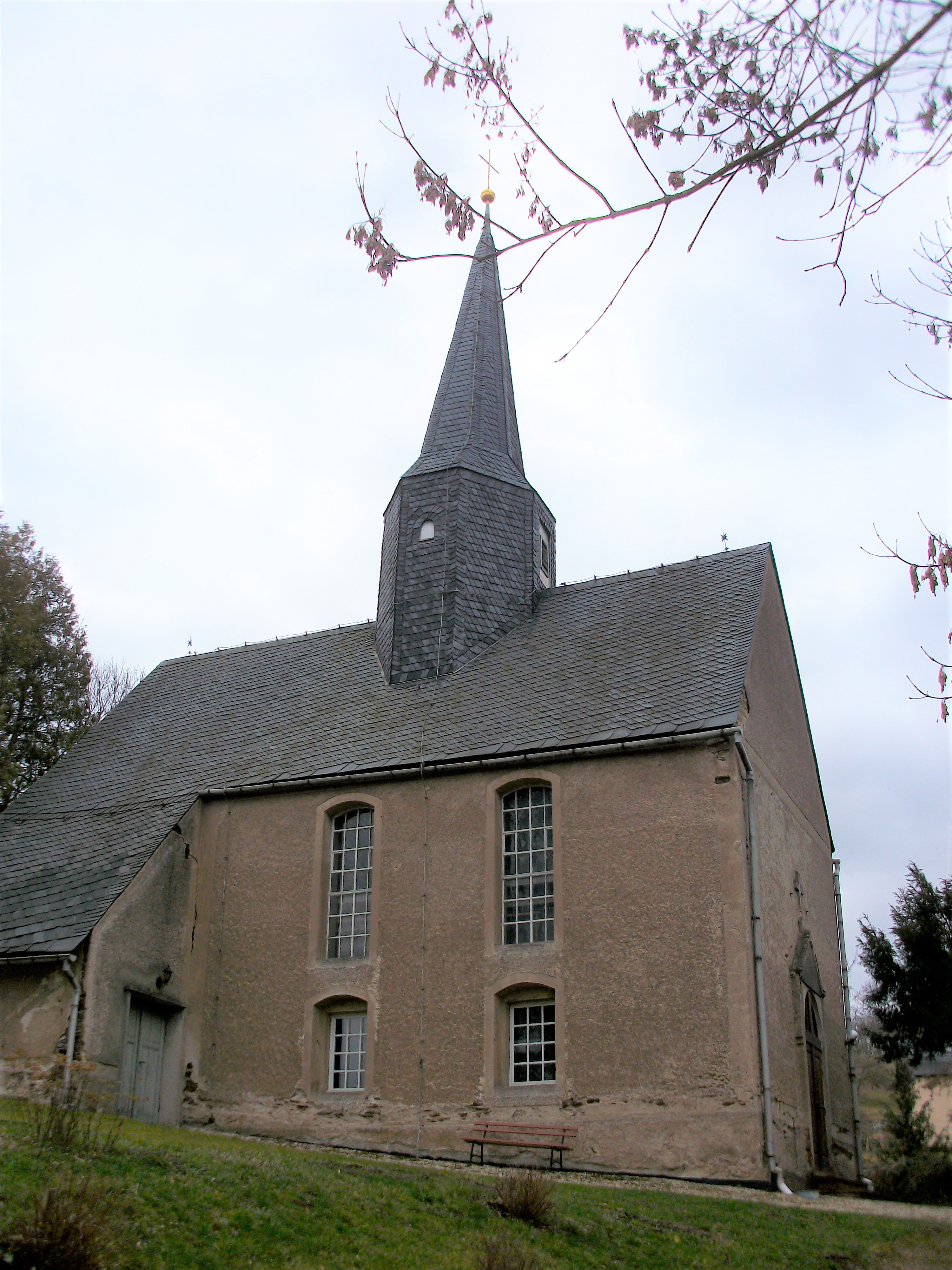
Kirche Niederwinkel

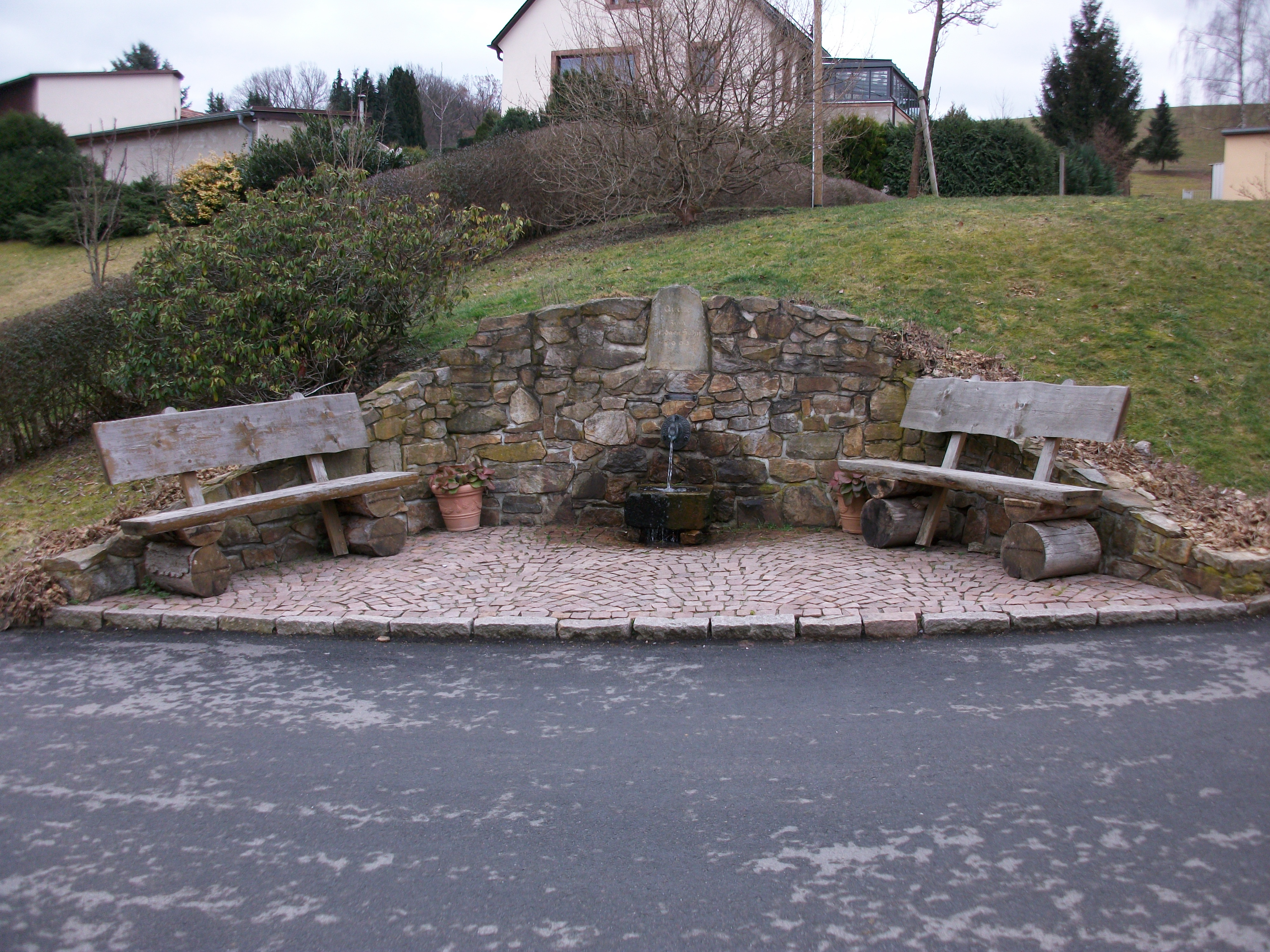
Niederwinkel, Quelle zum goldenen Hahn

Das Reihendorf Niederwinkel wurde im Jahr 1460 als „Niderwinckel“ erwähnt. Der Ort und seine Kirche wurden jedoch schon im Jahr 1254 in einer Urkunde des Klosters Remse genannt. Die Kirche von Niederwinkel wurde im 15. Jahrhundert umgebaut. Sie war vor der Reformation eine selbstständige Pfarrei. Nach der Auflösung in den Jahren 1560 bis 1563 gehörte sie zur Kirche von Altstadt Waldenburg.
Der zwischen Herrnsdorf, Uhlsdorf und Niederwinkel gelegene Ullrichsberg (oder Ullersberg) gehört zu den frühesten Bergbauorten im heutigen Freistaat Sachsen. Reste eines Pingenfeldes und einer heute wüsten Ansiedlung von Bergleuten wurden Anfang der 1990er Jahre archäologisch auf das Ende des 13. oder den Anfang des 14. Jahrhunderts datiert. Erstmals urkundlich erwähnt wurde der Bergbau im Wolkenburger Revier im Januar 1351, als sich Markgraf Friedrich III., der Strenge mit den Brüdern Volrad und Busso von von Colditz über die Ausübung der Münzrechte in Wolkenburg einigte. Mit Unterbrechungen wurde bis gegen Ende des 18. Jahrhunderts am Ullrichsberg Kupfer, Blei und Silber abgebaut. Durch eine Arbeitsgemeinschaft wurden seit 1980 zwei Stolln (Segen Gottes bei Niederwinkel und St. Anna bei Herrnsdorf) als Besucherbergwerke der Öffentlichkeit wieder zugänglich gemacht. Die Segen-Gottes-Zeche befindet sich oberhalb des Muldenufers. Mit zeitweisen Unterbrechungen fand zwischen 1749 und 1837 der Bergbau auf Blei und Silber statt.
Bezüglich der Grundherrschaft gehörte Niederwinkel bis ins 19. Jahrhundert als Amtsdorf zur schönburgischen Herrschaft Waldenburg. Nachdem auf dem Gebiet der Rezessherrschaften Schönburg im Jahr 1878 eine Verwaltungsreform durchgeführt wurde, kam Niederwinkel im Jahr 1880 zur neu gegründeten sächsischen Amtshauptmannschaft Glauchau, welche 1939 in Landkreis Glauchau umbenannt wurde.
Bei der zweiten Kreisreform in der DDR blieb die Gemeinde Niederwinkel im Jahr 1952 beim verkleinerten Kreis Glauchau im Bezirk Chemnitz (1953 in Bezirk Karl-Marx-Stadt umbenannt), der ab 1990 als sächsischer Landkreis Glauchau weitergeführt wurde und 1994 im Landkreis Chemnitzer Land bzw. 2008 im Landkreis Zwickau aufging. Am 1. Juli 1992 erfolgte die Eingemeindung von Niederwinkel nach Waldenburg.

## Sehenswürdigkeiten

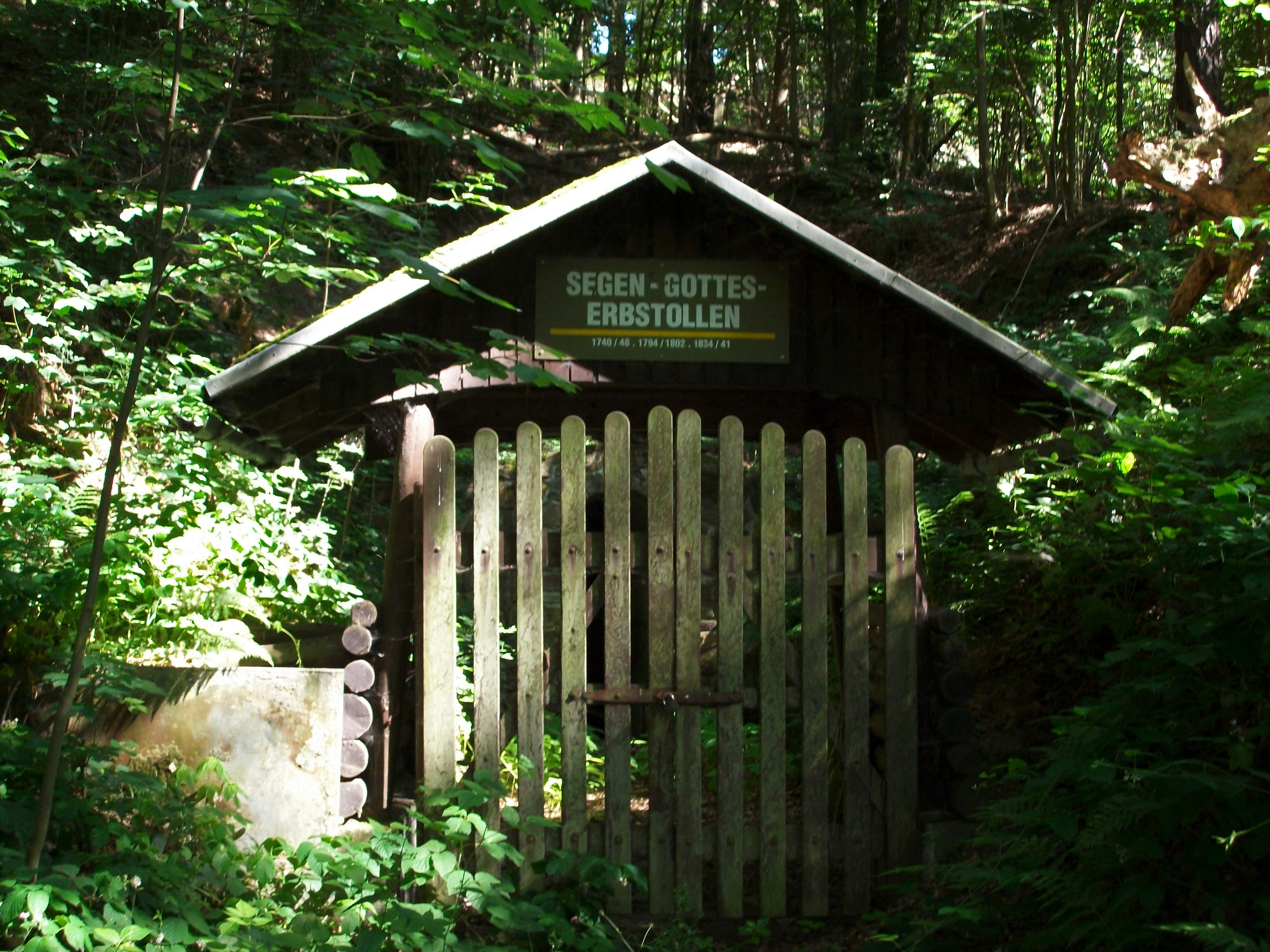
Segen Gottes Erbstolln (Niederwinkel), Mundloch

### Kirche Niederwinkel
Die ältesten Teile des Gotteshauses stammen aus dem 15. Jahrhundert. Sehenswert sind die Kanzel und der Schnitzaltar aus dem 16. Jahrhundert. Dieser enthält die Figur der als Bergbauheiligen verehrten Heiligen Barbara, was auf den Bergbau am Ullersberg deutet.

### Segen-Gottes-Erbstolln
Bereits seit 1345 ist auf dem zum Wolkenburger Revier gehörigen Ullersberg Silberbergbau nachgewiesen. Seit 1985 wird der „Segen-Gottes-Erbstolln“ in Niederwinkel als Denkmalobjekt für den historischen Silberbergbau ausgebaut. Für öffentliche Führungen wird der vordere Teil des Erbstollns bis in 120 m Tiefe genutzt. Neben dem Mundlich befindet sich das „Huthaus am Silberstolln“.